# Sinagoga aschkenazita di Belgrado
La sinagoga aschkenazita di Belgrado (sinagoga Sukkat Shalom o Kosmajska Temple), costruita tra il 1924 e 1926 in stile neoclassico, è situata nel centro di Belgrado in Serbia. È oggi l'unica sinagoga attiva nella capitale serba e sede principale della locale comunità ebraica.

## Storia
La sinagoga aschkenazita di Belgrado fu costruita nel 1924-1926 per servire alle necessità della minoranza ebraica aschkenazita, che costituiva il 20% dei componenti della locale comunità di 12.000 ebrei che allora vivevano in città. La maggioranza sefardita aveva già dal 1908 il suo centro spirituale nella monumentale sinagoga sefardita di Belgrado (ora scomparsa, distrutta dai bombardamenti del 1941) .
La solenne cerimonia per la posa della prima pietra della nuova sinagoga ebbe luogo il 15 giugno 1924. Come già avvenuto nel 1908 nell'analoga cerimonia per l'inizio dei lavori della sinagoga sefardita di Belgrado, anche stavolta il carteggio portava le firme dei regnanti, in questa occasione il re Alessandro I di Jugoslavia e la regina Maria di Jugoslavia. La cerimonia di inaugurazione nell'estate 1926 fu presieduta dal rabbino Šlang.
Il nuovo edificio, in stile neoclassico, fu eretto non lontano da dove sorgeva la vecchia sinagoga aschkenazita, ospitata all'interno dell'edificio di un vecchio teatro e che era rimasta operante dal 1869 al 1925.
La grande facciata, preceduta da un cortile, è abbellita da una scalinata monumentale che conduce all'ingresso, Sulla facciata si aprono numerose ampie finestre. Il timpano triangolare ha una grande finestra rotonda con il disegno della stella di Davide.
All'interno, l'elegante sala di preghiera, rettangolare con semplici colonne ottagonali sorreggenti le gallerie del matroneo, richiama più la struttura di un salone di ricevimento che di un edificio di culto. Può comodamente accomodare 300 persone a sedere nel piano centrale e 180 in galleria.
L'enorme edificio oltre alla sinagoga, anche la scuola, i bagni rituali, gli uffici della comunità ed appartamenti per le famiglie dei dipendenti.
L'Olocausto ha colpito duramente la comunità ebraica di Belgrado; dei 12.000 ebrei che vivevano in città prima della seconda guerra mondiale ne rimasero solo poco più di mille. Al contrario della sinagoga sefardita di Belgrado distrutta nei bombardamneti del 1941, la sinagoga aschkenazita fu risparmiata; i suoi uffici furono occupati dalle truppe naziste che li usarono come bordello. Fu riconsacrata nel dicembre 1944 e da allora è sempre stata tenuta attiva dalla comunità superstite, ora in massima parte sefardita, nonostante la forte emigrazione nel dopoguerra. La sinagoga, che nel 2002 ebbe il nome di "Sukkat Shalom", è oggi il centro principale della vita ebraica in Serbia.